# Глоссарий терминов экологии и эволюционного учения
| Термины экологии в алфавитном порядке нажмите на название раздела для возврата к оглавлению |
| A B C D E F G H I J K L M N O P Q R S T U V W X Y Z                                         |
| А Б В Г Д З И К Л М Н О П Р С Т У Ф Х Ц Ч Ш Э                                               |

## А
1. Абиогенез — процесс превращения неживой природы в живую. В узком смысле слова под абиогенезом также понимают образование органических соединений, распространённых в живой природе, вне организма без участия ферментов. Альтернативой зарождению жизни на Земле является панспермия.

## Б
1. Биотический потенциал — максимально возможный прирост популяции при отсутствии лимитирующих факторов за определённый промежуток времени.

## Г
1. Генобиоз — методологический подход в вопросе происхождения жизни, основанный на убеждении в первичности молекулярной системы со свойствами первичного генетического кода.
2. Гиперцикл — это способ объединения самовоспроизводящихся макромолекул в замкнутые автокаталитические химические циклы. Теория гиперциклов является абиогенетической теорией происхождения жизни, а также её эволюции. Гиперциклы, которые сами по себе ещё чистая химия, уже обладают некоторыми признаками живого: круговорот веществ и энергии, воспроизведение с наследованием информации, приспособляемость к изменяющимся условиям. Гиперциклы подвержены дарвиновскому естественному отбору, но не на уровне видов, а на уровне молекул, то есть это гипотеза о молекулярной эволюции, приведшей к созданию первой живой клетки, использующей генетический код для матричного синтеза белка.
3. Голобиоз — методологический подход в вопросе происхождения жизни, основанный на идее первичности структур, наделённых способностью к элементарному обмену веществ при участии ферментного механизма.
4. Группы растений экологические — это совокупность видов растений, которые характеризуются сходными потребностями в величине какого-либо экологического фактора и возникшими в результате его воздействия в процессе эволюции сходными признаками, закрепившимися в генотипе. Выделят следующие[1] группы по отношению к:
  1. Влажности
    - Гигрофиты (от греч. hygrós — влажный, phytón — растение) — растения сильно увлажненных мест с высокой влажностью воздуха.
    - Гидрофиты — растения водных мест обитания, погружены в воду полностью или большей своей частью; корневая система развита слабо или отсутствует; слабо развиты механические ткани; имеется воздухоносная ткань
    - Мезофиты — растения достаточно увлажненных мест обитания, растения достаточно (но не избыточно) увлажненных мест обитания, мезофиты составляют наибольшую экологическую группу наземных растений.
    - Ксерофиты (Склерофиты)— растения сухих мест обитания, хорошо развита корневая система, многие запасают воду (в листьях, стеблях, корнях); листья с толстой кожицей или опушением, устьиц мало, восковой налет.

  2. Кислотности почвы
    - Ацидофиты — растения, которые произрастают на кислых почвах (условия высокой кислотности). Делятся на 3 подгруппы: крайние (pH 3-4,5), умеренные (pH 4,5-6) и слабые (pH 6-6,7).
    - Нейтрофиты — растения нейтральных почв. Делятся на 2 подгруппы: обычные (pH 6,7-7) и окололинейные (pH 6-7,3).
    - Базофиты — растения щелочных и слабощелочных почв. Делятся на 2 подгруппы: нейтральные (pH 6,7-7,8) и обычные (pH 7,8-9)

  3. Освещенности
    - Гелиофиты (Светолюбивые растения) — растения открытых мест обитания; листья плотные, с толстой кожицей, светло-зеленые, много устьиц; хорошо развиты механические ткани и корневая система.
    - Сциогелиофиты (Теневыносливые растения) — хорошо растут на свету, но выносят и затенение.
    - Сциофиты (Тенелюбивые растения) — хорошо растут только в затененных местах (ветреница, вороний глаз, папоротники); — листья тонкие, тонкая кожица с хлоропластами; — плохо развиты проводящие и механические ткани.

  4. Плодородию почвы
    - Олиготрофы — растения бедных почв с низким содержанием питательных веществ, обитают в полупустынях, сухих степях, верховых болотах.
    - Мезотрофы — растения умеренно плодородных почв, с умеренным содержанием минеральных элементов питания.
    - Эутрофы — растения, обитающие на плодородных почвах (или в водоёмах) с высоким содержанием питательных веществ.

  5. Температуре
    - Мегатермофиты — жаростойкие и теплолюбивые растения, могут переносить высокие температуры, среда обитания — жаркий и сухой климат пустынь и степей (являются также ксерофитами).
    - Мезотермофиты — теплолюбивые растения, но не жаростойкие, растения влажного тропического климата, не выносят перепадов температуры.
    - Микротермофиты — холодостойкие растения, не требовательны к теплу, растения умеренного и арктического климата.
    - Гекистотермофиты — очень холодостойкие растения лишайники

## Ж
1. Жизненные формы растений по Раункиеру — система, классифицирующая растения по положению и способу защиты почек возобновления в течение неблагоприятного периода (холодного или сухого). Предложена Х. Раункиером в 1905 году.
  - Фанерофиты — растения, у которых почки и концевые побеги, предназначенные для переживания неблагоприятного периода, расположены высоко над землёй. Этот тип разделяется на 15 подтипов и включает в себя деревья, кустарники и лианы. Подразделение на подтипы осуществляется в зависимости от размера (мега-, мезо-, микро-, нанофанерофиты), типа почек (с защищёнными и открытыми почками) и листопадности (вечнозелёные и листопадные).
  - Хамефиты — растения, у которых предназначенные для перенесения неблагоприятного периода почки и концевые побеги развиваются на побегах, лежащих на поверхности земли или расположенных близко к ней. В областях, где зимой поверхность земли покрыта снегом, он закрывает почки и концевые побеги, а в тёплых областях их частично закрывают отмершие остатки растений, лежащие на поверхности земли. Эту жизненную форму Раункиер подразделил на 4 подтипа:
    - Полукустарники —
    - Пассивные хамефиты —
    - Активные хамефиты —
    - Растения-подушки —

  - Гемикриптофиты — растения, несущие почки возобновления на поверхности почвы или в самом поверхностном слое, под подстилкой. Дернообразующие, надземные побеги к зиме отмирают. Многие луговые и лесные растения (одуванчик, злаки, осоки, лютик Франше, лапчатка земляниколистная, хохлатка бледная, пионы, башмачки, крапива). Эту жизненную форму автор подразделяет на 3 подтипа:
    - Протогемикриптофиты —
    - Розеточные гемикриптофиты —
    - Частично розеточные гемикриптофиты —

  - Криптофиты — растения, у которых почки или окончания побегов, предназначенные для перенесения неблагоприятного периода, расположены в почве или на дне водоёма. Эта жизненная форма подразделяется на 3 подтипа:
    - Гидрофиты —
    - Гелофиты —
    - Геофиты — (корневищные, клубневые, луковичные, корневые геофиты)

  - Терофиты — растения, переживающие неблагоприятный сезон исключительно в виде семян. Сюда относятся все однолетние травы, крайней степенью в этой категории являются вынужденные терофиты (как правило, пустынь) — эфемеры.

## З
1. Закон (естественноисторический) — правило (внутренне устойчивая связь явлений природы), не имеющее исключений и не допускающее альтернативных толкований, в биологии — закономерность, абсолютная или изредка нарушаемая в результате воздействия мощных сопутствующих факторов, скрывающих её проявление.
2. Закон биогенной миграции атомов В. Вернадского[2] — миграция химических элементов на земной поверхности и в биосфере в целом осуществляется или при непосредственном участии живого вещества (биогенная миграция), или же она протекает в среде, геохимические особенности которой (O2, CO2, H2 и так далее) обусловлены живым веществом, как тем, которое в настоящее время населяет биосферу, так и тем, которое действовало на Земле в течение всей геологической истории.
3. Закон биоклиматический Хопкинса — закон, согласно которому в условиях умеренной климатической зоны Северной Америки по мере движения на север, восток и вверх в горы время наступления периодических явлений в жизнедеятельности организмов (например, начало цветения) запаздывает на четыре дня на каждые 1° широты, 5° долготы и примерно 100 метров (400 футов) высоты.
4. Законы Б. Коммонера — четыре закона экологии, сформулированных в виде афоризмов:
  - Всё связано со всем — в законе отражён экологический принцип холизма (целостности), он основан на законе больших чисел.
  - Всё должно куда-то деваться — закон говорит о необходимости замкнутого круговорота веществ и обеспечения стабильного существования биосферы.
  - Природа «знает» лучше — закон имеет двойной смысл — одновременно призыв сблизиться с природой и призыв крайне осторожно обращаться с природными системами.
  - Ничто не даётся даром — закон говорит о том, что каждое новое достижение неизбежно сопровождается утратой чего-то прежнего.
5. Закон Ван Валена — вероятность исчезновения видов и высших таксонов (таких как семейства и отряды) постоянна для каждой группы с течением времени; группы не становятся ни более устойчивыми, ни более уязвимыми для вымирания, независимо от возраста их родословной. Он назван в честь биолога-эволюциониста Ли Ван Валена.
6. Закон зародышевого сходства, или Закон Бэра, — закон, согласно которому на начальных этапах эмбрионального развития зародыши животных разных видов сходны по своему строению, что отражает единство происхождения животного мира.
7. Закон Клайбера (метаболический закон 3/4) — биохимическое правило, связывающее скорость основного обмена и массу организма. Клайбер заметил, что для подавляющего большинства животных скорость основного обмена (минимальное количество энергии, расходуемое организмом для поддержания жизнедеятельности в состоянии покоя) пропорциональна массе их организма в степени 3/4.
8. Закон Копа — правило, названное в честь палеонтолога Эдварда Копа и постулирующее, что в ходе эволюционного развития видов размеры особей имеют тенденцию к увеличению. Правило было продемонстрировано на многих примерах (в том числе морских беспозвоночных, динозаврах, млекопитающих), однако оно проявляется не для всех таксономических уровней и клад.
9. Закон конкурентного исключения Гаузе[3] — два вида, занимающие одну экологическую нишу, не могут сосуществовать в одном месте неограниченно долго. То, какой вид побеждает, зависит от внешних условий. В сходных условиях победить может каждый. Важным для победы обстоятельством является скорость роста популяции. Неспособность вида к биотической конкуренции ведёт к его оттеснению и необходимости приспособления к более трудным условиям и факторам.,
10. Закон необратимости эволюционных процессов Луи Долло — большие системы эволюционируют только в одном направлении — от простого к сложному; инволюция, регресс могут относиться только к отдельным частям или отдельным периодам развития системы;
11. Закон ограничивающего (лимитирующего) фактора, Закон минимума Либиха — для выживания организма (или экосистемы) наиболее значимым является тот экологический фактор, который наиболее удаляется (отклоняется) от своего оптимального значения.
12. Закон оптимума — любой экологический фактор имеет определённые пределы положительного влияния на живые организмы. За рамками этих границ — влияние фактора становится отрицательным. При этом минимальное и максимальное значение фактора называют пределами выносливости.
13. Закон развития системы за счёт окружающей среды — любая природная или общественная система может развиваться только за счёт использования материально-энергетических и информационных возможностей окружающей среды. Абсолютно изолированное саморазвитие невозможно.
14. Закон толерантности Шелфорда — закон, согласно которому существование вида определяется лимитирующими факторами, находящимися не только в минимуме, но и в максимуме. Дополняет закон минимума Либиха, где речь лишь о минимуме.
15. Закон Уиллистона — части организма имеют тенденцию уменьшаться в количестве и значительно специализироваться в функциях. Он изучал зубные ряды позвоночных и заметил, что там, где у древних животных были рты с различными видами зубов, у современных хищников появились резцы и клыки, предназначенные для разрывания и разрезания плоти, в то время как у современных травоядных появились большие коренные зубы, предназначенные для измельчения твердых растительных материалов
16. Закон эмерджентности — целое всегда имеет особые свойства, отсутствующие у его части.
17. Ударная гипотеза позднего Дриаса или Ударная гипотеза молодого Дриаса или гипотеза кометы Кловиса утверждает, что осколки большого (более 4 километров в диаметре) распадающегося астероида или кометы упали на Северную и Южную Америку, Европу и Западную Азию примерно 11 700 — 12 800 лет назад.
18. Закон Шмальгаузена, названный в честь Ивана Шмальгаузена, гласит, что популяция находящаяся на крайнем пределе своей толерантности в каком-либо одном аспекте, более уязвима для небольших различий в любом другом аспекте. Следовательно, разброс данных — это не просто шум, мешающий обнаружению так называемых «основных эффектов», но также индикатор стрессовых условий, ведущих к большей уязвимости.

## К
1. Коацерват (от лат. coacervātus — «собранный в кучу») или «первичный бульон» — многомолекулярный комплекс, капли или слои с большей концентрацией коллоида (разведённого вещества), чем в остальной части раствора того же химического состава.
2. Коацерватные капли — сгустки, подобные водным растворам желатина. Образуются в концентрированных растворах белков и нуклеиновых кислот. Коацерваты способны адсорбировать различные вещества. Из раствора в них поступают химические соединения, которые преобразуются в результате реакций, проходящих в коацерватных каплях, и выделяются в окружающую среду.
3. Кормовая база — та часть кормовых ресурсов, которая может использоваться данным потребителем; количество растительных и животных организмов, которое имелось на данной территории в определённый промежуток времени и могло быть использовано в качестве пищи[4].

## Л
1. Логистическое отображение (также квадратичное отображение или отображение Фейгенбаума) —
2. Логистическое уравнение, также известное как уравнение Ферхю́льста —

## М
1. Модель Лотки — Вольтерры — модель взаимодействия двух видов типа «хищник — жертва»

## П
1. Правило Аллена — среди родственных форм гомойотермных (теплокровных) животных, ведущих сходный образ жизни, те, которые обитают в более холодном климате, имеют относительно меньшие выступающие части тела: уши, ноги, хвосты и т. д.
2. Правило Бергмана (1847 г.) — среди сходных форм гомойотермных (теплокровных) животных наиболее крупными являются те, которые живут в условиях более холодного климата — в высоких широтах или в горах. Если существуют близкие виды (например, виды одного рода), которые существенно не отличаются по характеру питания и образу жизни, то более крупные виды также встречаются в условиях более сурового (холодного) климата.
3. Правило Бэтсона — дополнительные ноги зеркально-симметричны по отношению к своим соседям, например, когда дополнительная нога появляется в гнезде ноги насекомого. Он назван в честь пионера генетики Уильяма Бэтсона, который наблюдал его в 1894 году. Это, по-видимому, вызвано утечкой позиционных сигналов через границу раздела конечностей, так что полярность дополнительной конечности должна быть обратной.
4. Правило Гамильтона — частота генов должна увеличиваться, когда родство реципиента с субъектом, умноженное на выгоду для реципиента, превышает репродуктивные издержки для субъекта. Это прогноз из теории родственного отбора сформулированный Уильямом Гамильтоном.
5. Правило Глогера — среди родственных друг другу форм (разных рас или подвидов одного вида, родственных видов) гомойотермных (теплокровных) животных, те, которые обитают в условиях тёплого и влажного климата, окрашены ярче, чем те, которые обитают в условиях холодного и сухого климата, последние имеют интенсивную пигментацию тела (чаще чёрную или тёмно-коричневую).
6. Правило Джордана — существует обратная зависимость между температурой воды и меристическими характеристиками, такими как количество лучей плавника, позвонков или числа чешуек, которые, как видно, увеличиваются с понижением температуры. Он назван в честь отца американской ихтиологии Дэвида Старра Джордана.
7. Правило Копа — в ходе эволюционного развития видов размеры особей имеют тенденцию к увеличению.
8. Правило прогрессии Хеннига— при рассмотрении группы видов в кладистике, виды с наиболее примитивными признаками обнаруживаются в самой ранней части области, которая будет центром происхождения этой группы. Названо в честь Вилли Хеннига, который изобрёл это правило.
9. Правило Рапопорта — широтные диапазоны растений и животных обычно меньше на более низких широтах, чем на более высоких широтах. Он был назван в честь Эдуардо Х. Рапопорта Г. К. Стивенсом в 1989 году.
10. Правило Ренча — среди многих родственных видов половой диморфизм по размеру будет увеличиваться с увеличением размеров тела, когда самцы больше самок, и уменьшаться с увеличением средних размеров тела, когда самки больше самцов. Это правило применимо к приматам, ластоногим (тюленям), и даже к парнокопытным (таким как крупный рогатый скот и олени). Он назван в честь Бернхарда Ренча, который предложил его в 1950 году.
11. Правило Торсона — донные морские беспозвоночные в низких широтах имеют тенденцию производить большое количество яиц, развивающихся до пелагических (часто планктотрофных — питающихся планктоном) и широко рассеивающихся личинок, тогда как в высоких широтах такие организмы имеют тенденцию производить меньше и больше лецитрофных (питающихся желтком) яиц и более крупных потомков, часто живородящих или яйцеживородящих, которые чаще вынашиваются. Названо в честь Гуннара Торсона С. А. Милейковским в 1971 году.
12. Правило ускорения эволюции — с ростом сложности организации систем темпы эволюции возрастают. Это правило в равной степени может быть отнесено и к сменяемости видов в эволюции органического мира, и к человеческой истории, и к развитию техники.
13. Правило Фостера, правило острова или эффект острова — представители вида становятся меньше или больше в зависимости от ресурсов, доступных в окружающей среде.
14. Правило Харрисона — размеры тела паразита изменяются вместе с размерами тела его хозяина. Он предложил это правило для вшей, но более поздние авторы показали, что оно одинаково хорошо работает для многих других групп паразитов, включая ракушек, нематод, блох, мух и клещей, а также для аналогичного случая мелких травоядных на больших растениях.
15. Правило Холдейна — если у гибридного вида бесплоден только один пол, то этот пол обычно является гетерогаметным. Гетерогаметный пол — это пол с двумя разными половыми хромосомами; у млекопитающих это самец с хромосомами XY. Правило названо в честь Джона Холдейна.
16. Правило Эмери — социальные паразиты насекомых часто тесно связаны со своими хозяевами, например, принадлежат к одному роду.
17. Правило Эйхлера — таксономическое разнообразие паразитов колеблется вместе с разнообразием их хозяев.
18. Принцип Лака — «размер кладок каждого вида птиц был адаптирован естественным отбором, чтобы соответствовать наибольшему количеству птенцов, для которых родители в среднем могут обеспечить достаточно пищи».
19. Принцип Ле Шателье — Брауна — при внешнем воздействии, выводящем систему из состояния устойчивого равновесия, это равновесие смещается в направлении, при котором эффект внешнего воздействия уменьшается. На биологическом уровне он реализуется в виде способности экосистем к саморегуляции.

## Р
1. Растительность

## Т
1. Теория r / K‑отбора  — экологическая теория, определяющая две различные природные стратегии размножения живых организмов, при определённых обстоятельствах обеспечивающие оптимальную численность для данного вида.
2. Теория информационного фуражирования — это теория, которая описывает процесс поиска человеком информации. В её основе лежит тезис о том, что человек во время поиска информации использует те же поведенческие стратегии, что и животные во время поиска пищи.
3. Теория оптимального фуражирования — утверждение, согласно которому выбор пищи животными зависит от следующих факторов: времени на поиск пищи и времени на обработку пищи. Теория постулирует, что животное стремится максимизировать скорость потребления энергии Е, которую оно получает из пищи.
4. Термность животного
  1. Гетеротермные животных (от hetero — разные и греч. therme — тепло) — некоторые гомойотермные и пойкилотермные животные, которые могут изменять интенсивность собственной теплопродукции. К ним относятся многие из насекомоядных, грызунов, летучие мыши, медведи и так далее.
  2. Гомойотерми́я (от др.-греч. ὅμοιος — сходный, одинаковый и θέρμη — тепло; также эндотермность, теплокровность) — способность живого организма сохранять постоянную температуру тела, независимо от температуры окружающей среды.
    - Истинная гомойотермия имеет место, когда живое существо обладает достаточным уровнем метаболизма, чтобы поддерживать температуру тела на постоянном уровне за счёт самостоятельного производства энергии из потребляемой пищи.
    - Инерциальная гомойотермия это поддержание постоянной температуры тела за счёт крупных размеров и большой массы тела, а также специфического поведения (например, греться на солнце, охлаждаться в воде). Эффективность механизма инерциальной эндотермии зависит в первую очередь от соотношения теплоёмкости (упрощённо — массы) и среднего теплового потока через поверхность тела (упрощённо — площади тела), поэтому этот механизм может явно наблюдаться только у крупных видов.

  3. Пойкилотерми́я (от греч. ποικίλος — различный, переменчивый и θερμία — тепло; также эктотермность, холоднокровность) — эволюционная адаптация вида или (в медицине и физиологии) состояние организма, при котором температура тела живого существа меняется в широких пределах в зависимости от температуры внешней среды. Это характерно для большинства беспозвоночных животных, а также для рыб, амфибий и рептилий. Зимой холоднокровные животные впадают в состояние оцепенения, что связано со значительным снижением температуры тела.
5. Территориальные животные — животные, которые защищают определённую территорию от вторжения представителей того же вида (иногда также других, особенно родственных видов).

## Х
1. Химическая эволюция или пребиотическая эволюция — первый этап эволюции жизни, в ходе которого органические, пребиотические вещества возникли из неорганических молекул под влиянием внешних энергетических и селекционных факторов и в силу развёртывания процессов самоорганизации, свойственных всем относительно сложным системам, к которым относится большинство углеродосодержащих молекул.

## Близкие словари
- Словарь терминов биотехнологии
- Хронология биотехнологий